# Socjalizm XXI wieku

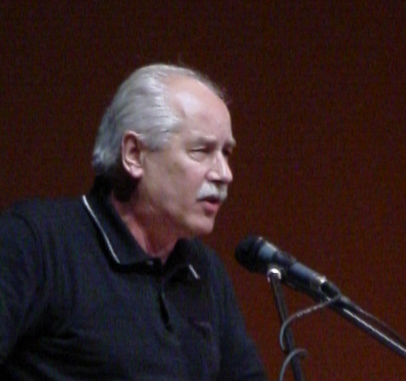
Heinz Dieterich

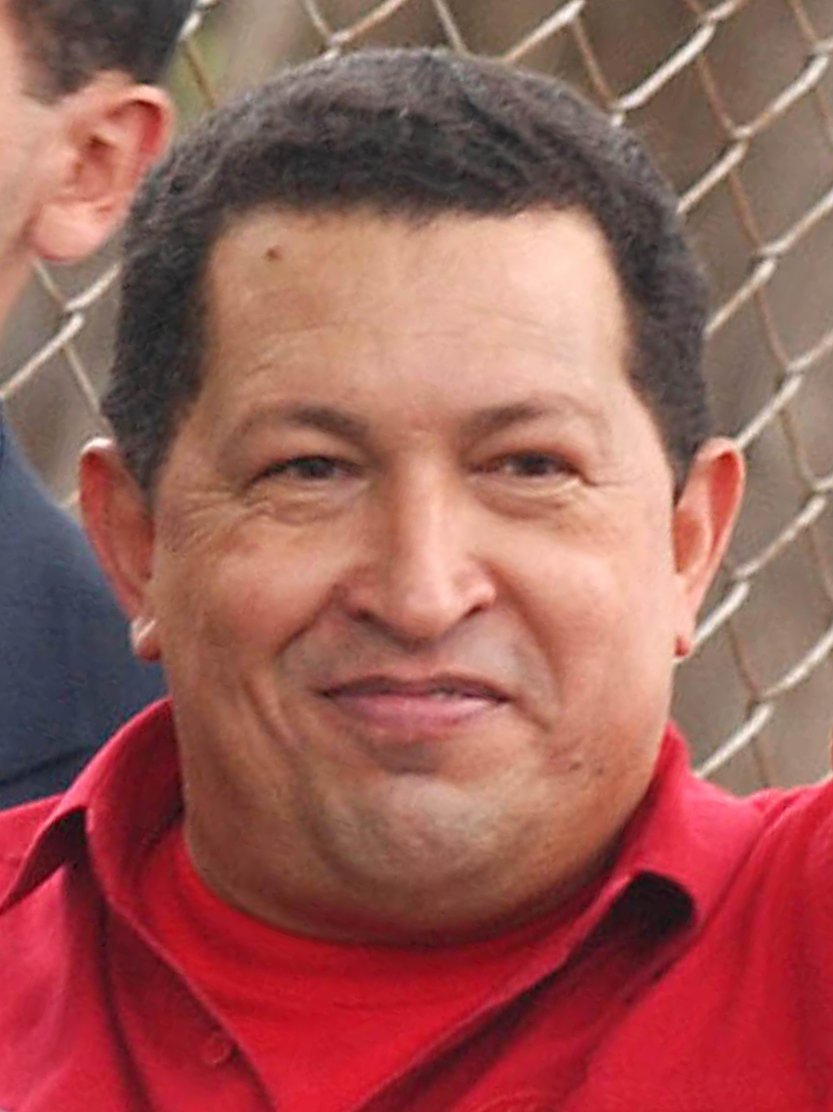
Hugo Chávez

Socjalizm XXI wieku – idea polityczna związana z rewolucją boliwariańską w Wenezueli. Według deklaracji prezydenta Wenezueli Hugo Cháveza budowa socjalizmu XXI wieku jest celem ruchu społeczno-politycznego, na czele którego stoi prezydent i jego partia – Zjednoczona Partia Socjalistyczna Wenezueli.

## Charakterystyka
Koncepcja socjalizmu XXI wieku została po raz pierwszy przedstawiona przez niemieckiego politologa Heinza Dietericha, wykładowcę Niezależnego Uniwersytetu Metropolitalnego w Meksyku w pracy pod tym samym tytułem wydanej w 1996. Dieterich był zarazem doradcą Hugo Cháveza. Zdaniem Dietericha ani kapitalizm, ani komunizm nie zdołały rozwiązać takich globalnych problemów społecznych jak bieda, rasizm i seksizm, wyzysk ekonomiczny, głód, niszczenie środowiska i odsunięcie ludzi od autentycznego wpływu na bieżącą politykę. Jedynym systemem, który mógłby skutecznie je zwalczać, jest zdaniem Dietericha socjalizm XXI wieku oparty na następujących zasadach:
- rezygnacji z gospodarki wolnorynkowej na rzecz gospodarki opartej na teorii wartości, "demokratycznie determinowanej przez to, co bezpośrednio tworzy wartość",
- demokracji bezpośredniej, opartej na plebiscytach,
- pojmowaniu państwa jako reprezentanta interesów całego społeczeństwa i obrońcy mniejszości,
- krytycznej, racjonalnej, etycznej i rozsądnej postawie obywateli[1].

Dieterich nie przedstawił przy tym taktyki politycznej, która miałaby doprowadzić do budowy socjalizmu XXI wieku. Wskazywał jedynie na konieczność koordynacji działania ruchów społecznych popierających ten projekt nie tylko w Wenezueli, ale i całej Ameryce Łacińskiej.
Pojęcie socjalizmu XXI wieku powtarzało się w retoryce Hugo  Cháveza od 2005; w 2006 prezydent jednoznacznie stwierdził, że przyjęcie tego systemu przez Wenezuelę jest jego celem. Chávez definiował socjalizm XXI wieku jako ideę opartą na sprzeciwie wobec egoizmu i przywilejów kapitalistycznych, demokracji partycypacyjnej, wolności, równości, spółdzielczości oraz wolnym zrzeszaniu się. Jego zdaniem jest to koncepcja rdzennie latynoamerykańska, czerpiąca z tradycji misji jezuickich w Paragwaju oraz myśli politycznej Simóna Bolivára. Jorge Valero określał socjalizm XXI wieku jako pogłębienie demokracji prowadzone z woli ludności, z najwyższych pobudek humanistycznych, zastosował do niego przymiotniki ludowy, demokratyczny, narodowy.
Zainteresowanie ideą socjalizmu XXI wieku wyrażał również prezydent Ekwadoru Rafael Correa, chociaż definiował ją w sposób bardziej pragmatyczny, mniej doktrynalny.
Eksperyment zakończył się niemal całkowitym fiaskiem. 